# Reina Mercedes
Reina Mercedes (Bayan ng Reina Mercedes) är en kommun i Filippinerna. Kommunen ligger på ön Luzon, och tillhör provinsen Isabela. Folkmängden uppgår till 20 353 invånare.
Reina Mercedes är indelat i 20 barangayer.